# سفارت ایالات متحده آمریکا در وین
سفارت ایالات متحده آمریکا در وین (به لاتین: Embassy of the United States) یک منطقهٔ مسکونی و نمایندگی سیاسی ایالات متحده آمریکا در اتریش است که در وین واقع شده‌است.